# Божила
Божила (рум. Bojila) — село у повіті Ясси в Румунії. Входить до складу комуни Медиржак.
Село розташоване на відстані 301 км на північ від Бухареста, 28 км на південний захід від Ясс.

## Населення
За даними перепису населення 2002 року у селі проживали 287 осіб, усі — румуни. Усі жителі села рідною мовою назвали румунську.